# Bragasellus conimbricensis
Bragasellus conimbricensis és una espècie de crustaci isòpode pertanyent a la família dels asèl·lids.

## Distribució geogràfica
Es troba a la península Ibèrica: l'Estat espanyol i Portugal.